# Motore lineare
Un motore lineare è un motore elettrico in cui il rotore e lo statore invece di essere circolari sono "srotolati", ed invece di produrre un momento meccanico producono una forza.
Esistono molte soluzioni progettuali per motori lineari, che possono essere suddivise in due categorie: a bassa accelerazione e ad alta accelerazione. I motori a bassa accelerazione sono adatti per treni a levitazione magnetica (maglev). I motori ad alta accelerazione sono più piccoli ed usati per accelerare oggetti a velocità molto elevate. Sono usati prevalentemente per studi di collisioni ad alta velocità, armi, propulsione spaziale, e come attuatori per assi di macchine utensili e centri di lavoro. Anche gli acceleratori di particelle lineari rientrano in questa categoria.

## Motori lineari a bassa accelerazione

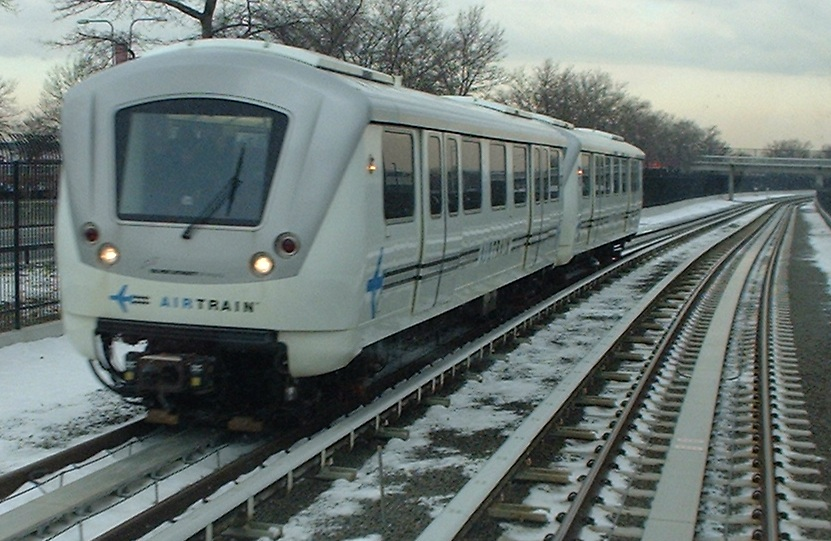
AirTrain all'aeroporto JFK. Si noti la linea di indotti in alluminio in mezzo alle rotaie

Il concetto di motore lineare fu sviluppato dal professor Eric Laithwaite dell'Imperial College di Londra. In questo progetto, come in molti motori lineari a bassa accelerazione successivamente realizzati, la forza è prodotta da una serie di elettromagneti che generano un campo magnetico scorrevole, il quale interagisce con elementi conduttori fissi sulla guida. I conduttori possono essere anelli, solenoidi e semplici pezzi di metallo. Il campo magnetico prodotto dall'elettromagnete induce nei conduttori, per effetto della legge di Faraday, una corrente elettrica che agisce respingendo il campo inducente. Questo causa una forza che spinge il veicolo in senso opposto a quello di scorrimento del campo magnetico.
Questo sistema è impiegata in sistemi di trasporto a levitazione magnetica, come il Transrapid di Shanghai, su linee ferroviarie con ruote metalliche convenzionali, in alcune metropolitane leggere, come quelle di Vancouver, Toronto e Kuala Lampur e per l'AirTrain dell'aeroporto JFK di New York e in alcune metropolitane classiche come la Linea Toei Oedo della Metropolitana di Tokyo. Il sistema è usato anche in alcune Montagne russe ed è stato proposto in esecuzione verticale come ascensore per i pozzi delle miniere.

## Motori lineari ad alta accelerazione
Questi motori hanno molte potenziali applicazioni. Sono presi in considerazione per realizzare armi in grado di perforare corazze, poiché con il motore lineare possono essere lanciati piccoli oggetti metallici ad altissima velocità e con grande energia cinetica.
Sono anche studiati come motori per la propulsione spaziale, poiché possono espellere massa ad alta velocità.
Recentemente i motori lineari ad alta accelerazioni trovano impiego anche in apparecchiature dedicate alla produzione di schede elettroniche, come i sistemi di posizionamento dei componenti (anche definite "Pick & Place") ed i sistemi di collaudo automatico (flying probe o sonde mobili).
L'applicazione dei motori lineari in queste apparecchiature consente di ottenere prestazioni, in termini di velocità di spostamento, decisamente superiori a quelle ottenibili con altre tipologie di motori elettrici.
La realizzazione di motori ad alta accelerazione è complessa e la difficoltà principale è data dalla necessità di ottenere una enorme quantità di energia in brevissimo tempo, non fornibile dai comuni generatori elettrici. Per questo scopo sono spesso usati i condensatori, che sono però costosi ed ingombranti. In alternativa vengono usati particolari generatori elettrici detti omopolari in grado di convertire rapidamente l'energia cinetica accumulata in un volano in energia elettrica.
Un altro problema è dato dalla necessità di produrre campi magnetici di eccezionale intensità, tale a volte da rendere inutilizzabili i magneti superconduttori. Il problema viene superato con particolari soluzioni tecniche e speciali elettromagneti.